# Huevo a la Toupinel

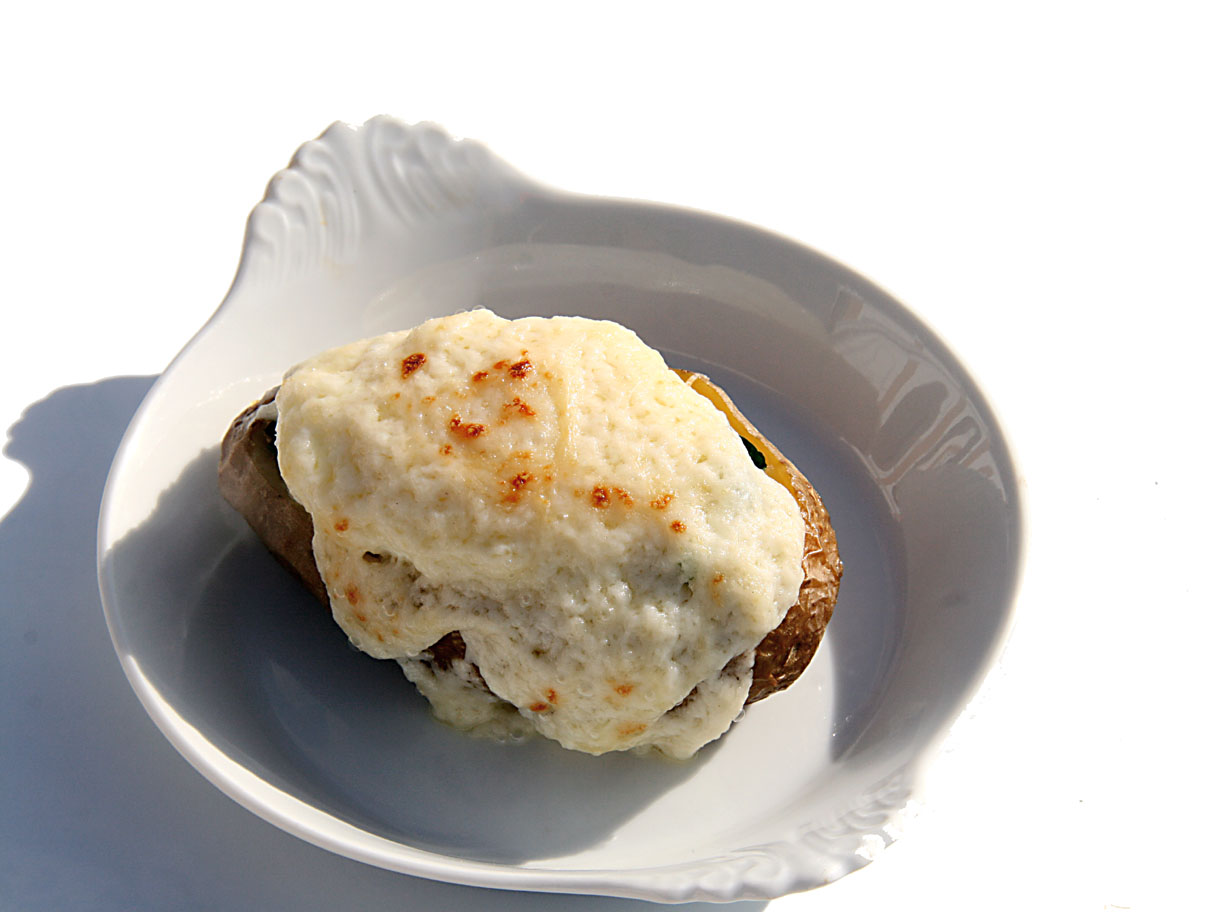
Huevo a la Toupinel

El huevo a la Toupinel o huevo Toupinel (en francés: oeuf à la Toupinel o oeuf Toupinel) es una receta tradicional francesa de huevo escalfado, servido dentro de una patata cocida en su piel y cubierto de salsa Mornay.

## Historia
La receta fue creada en 1898 en el restaurante parisino Maire, muy reputado a finales del siglo XIX y principios del XX. Situado a proximidad de la mayoría de los grandes teatros de la ciudad, el cocinero del restaurante decidió bautizar la receta con el nombre del protagonista de un vodevil de éxito aquel año, Feu Toupinel (El difunto Toupinel), de Alexandre Bisson. En la misma época, el nombre de otra obra de Bisson, La famille Pont-Biquet (La familia Pont-Biquet), dio su nombre a otra receta de huevos escalfados, los huevos Pont-Biquet, creados en el cercano restaurante Durand por el chef Joseph Voiron.

## Características
Las patatas se hornean enteras sin pelar y se vacían parcialmente de su pulpa. El hueco se rellena con la carne de la patata hecha puré con nata fresca, mantequilla y una pizca de nuez moscada, y se coloca encima el huevo previamente escalfado en agua hirviendo. Se cubre con una capa de salsa Mornay y se gratina un par de minutos al horno. Una variante muy extendida añade espinacas salteadas debajo del huevo. En otra, se casca el huevo directamente en la patata y se hornea lo justo para que se cuaje la clara pero no la yema. 